# Chronologie de l'invasion de l'Ukraine par la Russie (mai 2024)
Pour un article plus général, voir Invasion de l'Ukraine par la Russie.
Cet article fait partie de la chronologie de l'invasion de l'Ukraine par la Russie et présente une chronologie des événements clés de ce conflit durant le mois de mai 2024.
Pour les événements précédents, voir Chronologie de l'invasion de l'Ukraine par la Russie (avril 2024).
Pour les événements suivants, voir Chronologie de l'invasion de l'Ukraine par la Russie (juin 2024).

## Chronologie des évènements

### 1ermai
Selon l'Institute for the Study of War, l'armée russe serait en train de redéployer des éléments des 76e et 7e divisions d'assaut aéroportées de la Garde de l'oblast de Zaporijjia en direction de l'est de l'Ukraine, probablement pour renforcer et intensifier les opérations offensives en cours, les forces russes se focalisant sur Tchassiv Iar, oblast de Donetsk,.
L'état-major ukrainien indique que les russes ont mené trente-trois attaques dans le secteur d’Avdiïvka, oblast de Donetsk, avec des frappes aériennes. Dans le secteur de Kherson les russes ont lancé cinq attaques, sans succès, contre la tête de pont de Krinky.
L'armée ukrainienne a frappé avec, vraisemblablement, des missiles balistiques tactiques ATACMS M39 Block I et SRBM Totchka-U SS-21 Scarabée un terrain d'entraînement russe situé près du village de Rohove dans l'oblast de Louhansk.
Les forces spéciales ukrainiennes indiquent qu'elles ont utilisé des munitions rôdeuses pour neutraliser deux systèmes de missiles russes Bouk dans l'oblast de Soumy,.
Russie, après une attaque de drones ukrainiens sur la raffinerie de Riazan, appartenant à Rosneft, un incendie s'y est déclaré,.
Le gouverneur (ru) de l'oblast de Koursk, Roman Starovoït, annonce qu'une attaque de drone ukrainien a endommagé des lignes électriques dans le village de Ponyri (ru), coupant l'électricité dans la région.
Le gouverneur (ru) de l'oblast d'Orel, Andreï Klychkov (ru), signale que des drones abattus ont endommagé des installations énergétiques dans les raïons de Glazounovsk (ru) et de Sverdlovsk.

Lanceur automoteur 9A310 pour le système de défense aérienne Bouk-M1-2
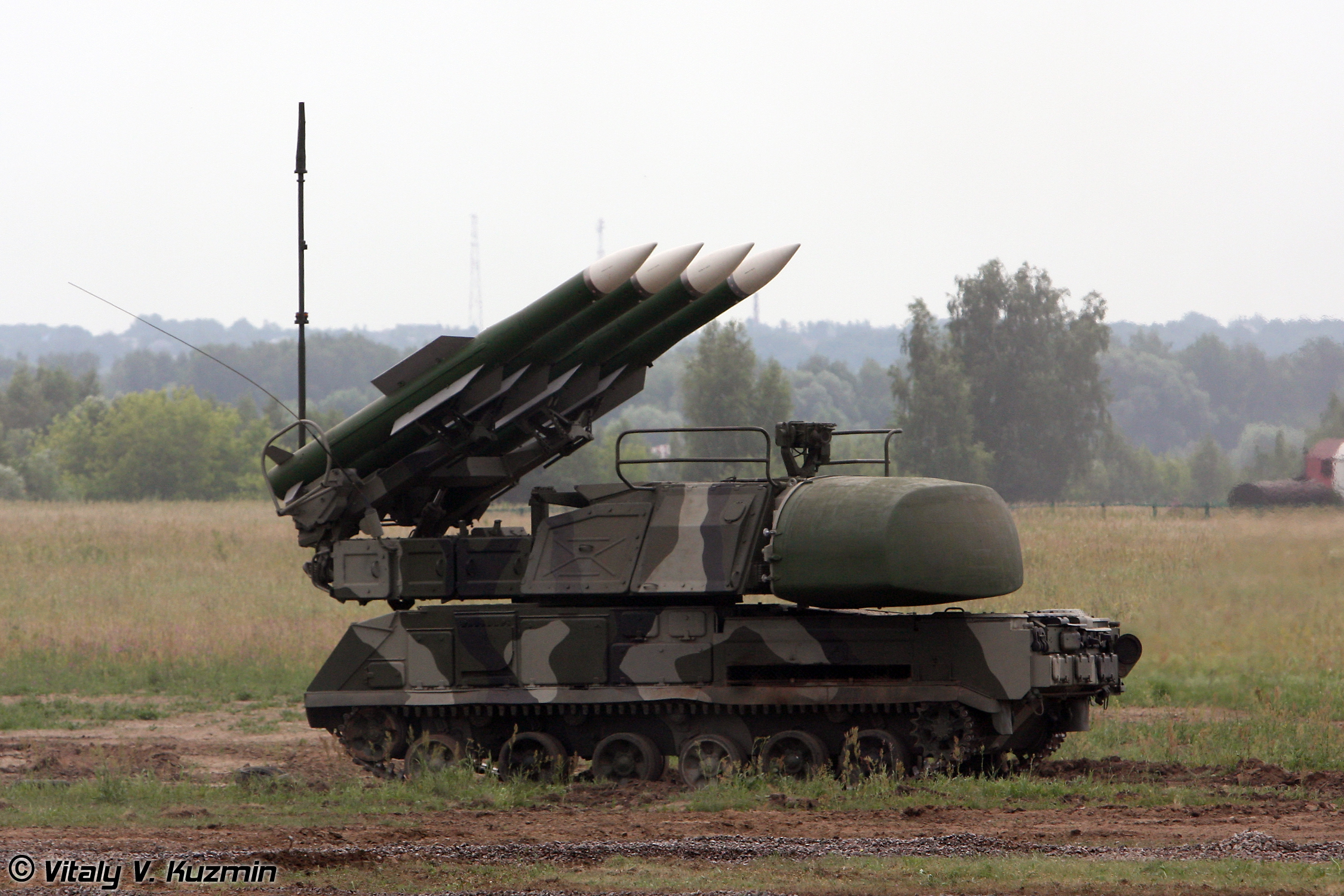

### 2 mai
Oblast de Donetsk, le ministère russe de la Défense déclare que les troupes russes se sont emparées des villages de Berdychi et de Otcheretyne près d'Avdiivka,.
Les États-Unis accusent la Russie d'utiliser la chloropicrine, contre les forces ukrainiennes, en violation de la Convention sur l'interdiction des armes chimiques et l'Human Rights Watch révèle que, depuis décembre 2023, plusieurs soldats ukrainiens ont été abattus après s'être rendus.
le général Vadym Skibitsky, chef adjoint de la direction principale du renseignement du ministère de la Défense ukrainien, prévoit un assaut, une offensive, russe autour des régions de Kharkiv et de Soumy, au nord-est fin mai ou début juin.

### 3 mai
Le Commandant des forces terrestres ukrainiennes, le général Oleksandr Pavliouk, estime entre 510 000 et 513 000 le nombre de militaires russes dans les territoires occupés d'Ukraine et qu'ils perdent entre 25 000 et 30 000 soldats par mois, morts et blessés confondus.
Les forces armées ukrainiennes indiquent qu'« au cours du mois dernier, les forces russes ont utilisé à 444 reprises des « munitions contenant des substances chimiques dangereuses » lancées par des « groupes mobiles » et des « forces de défense » ».
Le HUR ukrainien revendique la destruction de deux locomotives diesel russes, par incendie, au cours des derniers jours : l'une à Orenbourg, l'autre à Vladikavkaz, en Russie.

### 4 mai
Le ministère russe de l'Intérieur a ajouté le président ukrainien Volodymyr Zelensky sur sa liste de criminels recherchés « en vertu d’un article du code pénal », sans fournir plus de détails,,.
L'Ukraine affirme avoir abattu un avion de chasse russe Soukhoï Su-25 au-dessus de l'oblast de Donetsk,.
La Russie affirme avoir abattu quatre missiles MGM-140 ATACMS de longue portée au-dessus de la Crimée,.
Vladyslav Plahotnyk, prisonnier de guerre membre du bataillon Azov, accusé par un tribunal russe de Rostov-sur-le-Don de « participation à une organisation terroriste et d'entraînement au terrorisme » est condamné à 18 ans d'emprisonnement dans une colonie pénitentiaire de haute sécurité. Le mois dernier, Dmytro Yevhan, un militaire ukrainien de la 36e brigade de Marines qui a été capturé lors de la défense de l'aciérie Azovstal à Marioupol, et qui a perdu ses deux mains lors des combats, a été condamné à 20 ans de prison.
D'après l'agence de renseignement du Royaume-Uni, un avion russe aurait accidentellement largué une bombe FAB-500 kg sur la ville de Belgorod en Russie. L'explosion aurait causé des dommages sur 30 maisons, 10 voitures et aurait blessé 5 personnes. Ce ne serait pas un incident isolé puisque 20 autres munitions auraient accidentellement été larguées sur l'Oblast de Belgorod entre mars et avril 2024.

### 5 mai
L'ancien athlète olympique ukrainien Oleksandr Pielieshenko est mort au combat,.
L'armée russe affirme avoir conquis le village d'Otcheretyne, situé au nord-ouest d'Avdiïvka, à proximité du village de Novobakhmoutivka, dans le Donbass.
À Berdiansk, Yevgeniy Ananievsky, un fonctionnaire nommé par la Russie qui serait responsable de la mise en place de chambres de torture dans l'oblast occupé de Zaporijjia, a été tué après l'explosion d'une bombe dans sa voiture,.
Les forces russes ont frappé la centrale thermique de Sloviansk, dans l'oblast de Donetsk, avec cinq roquettes d'artillerie lourde, endommageant plusieurs sites de la centrale.

### 6 mai

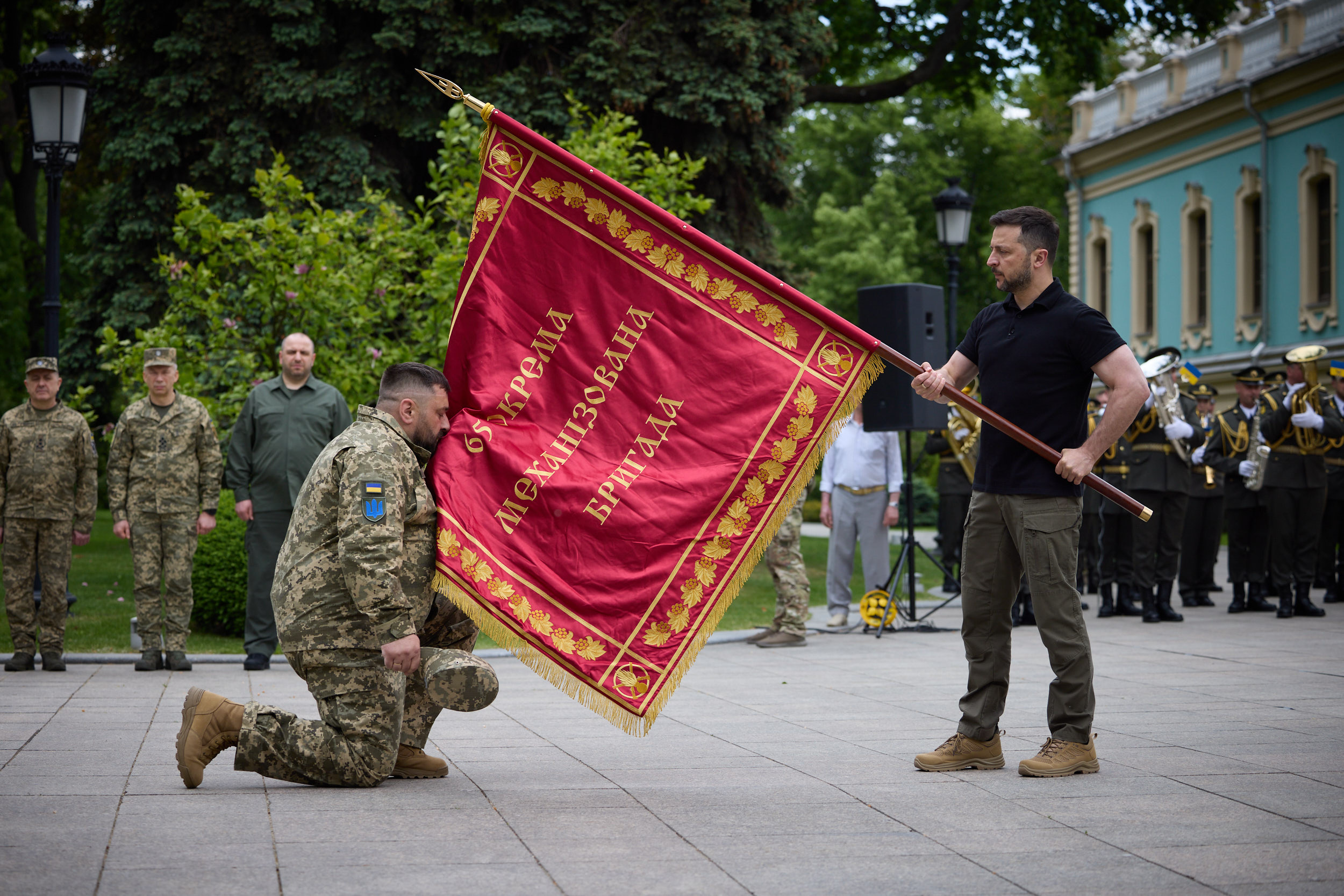
Commémoration de la journée de l'infanterie ici le drapeau de l'infanterie mécanisée est présenté par le Président Zelensky, à droite.

Le gouverneur russe de l'oblast de Belgorod affirme qu'il y a huit morts et trente cinq blessés lors d'une frappe de drone ukrainien qui a touché trois véhicules dans le village de Berezovka (oblast de Belgorod),.
Le ministère de la Défense russe assure avoir capturé le village de Soloviove situé à proximité d’Otcheretyne qui avait été pris hier, ainsi que Kotliariva, dans l'oblast de Kharkiv.
La Direction générale du renseignement du ministère de la Défense ukrainien revendique la destruction d'un patrouilleur de la classe Mangoust avec un drone naval MAGURA V5 par le « Groupe 13 ».

### 7 mai
Le SBU annonce qu'’il a déjoué un complot russe visant à assassiner le Président Volodymyr Zelensky et plusieurs hauts responsables militaires ukrainiens comme le chef du renseignement militaire, Kyrylo Boudanov, et celui du SBU, Vassyl Maliouk et arrêté deux colonels (Dmytro Perlin et Oleksiy Kornev) de l’unité de protection du gouvernement ukrainien soupçonnés d'implication,.
L'agence de renseignement militaire ukrainienne (HUR) a mené avec succès une cyberattaque contre la société russe 1C.

### 8 mai

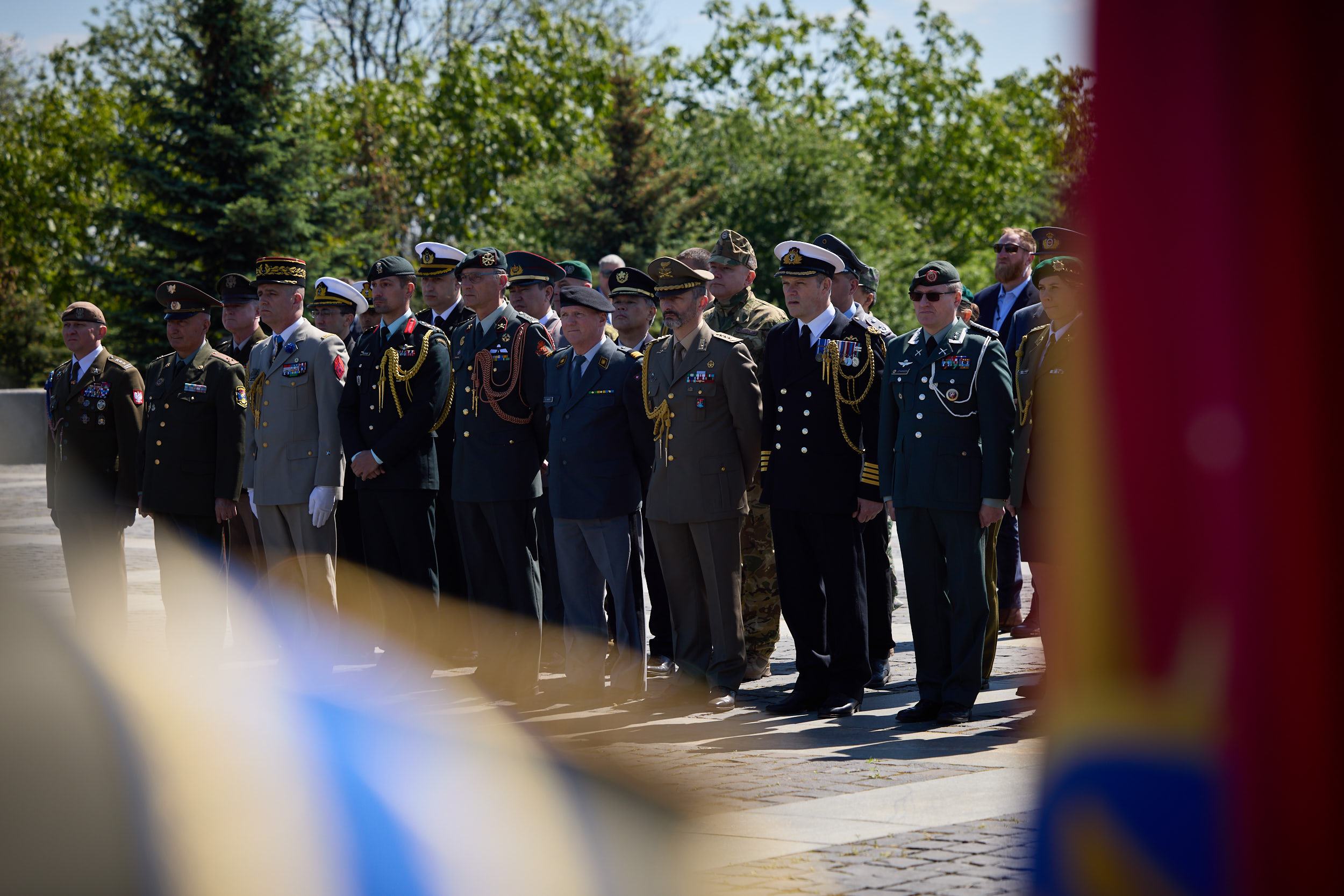
Délégation de militaires étrangers pour le Jour de la mémoire de la victoire sur le nazisme célébré à Kyïv.

La Russie affirme avoir pris les villages de Kyslivka dans l'oblast de Kharkiv, à 20 kilomètres de Koupiansk, et de Novokalynove, à dix kilomètres au nord d'Avdiivka, oblast de Donetsk,.
Oblast de Donetsk, encore, l'armée ukrainienne confirme que de petits groupes d'assaut russes ont fait irruption dans la ville de Krasnohorivka, mais que leur avancée a été bloquée par la résistance sur le territoire de l'usine du village. Les forces russes mènent également des assauts près des villages de Netailove et Pervomaïske (raïon de Pokrovsk). Le commandant des forces terrestres ukrainiennes, Oleksandr Pavliouk affirme que la Russie vise à occuper complètement les oblasts de Donetsk, de Louhansk et, si possible, de Zaporijjia en 2024.

### 9 mai

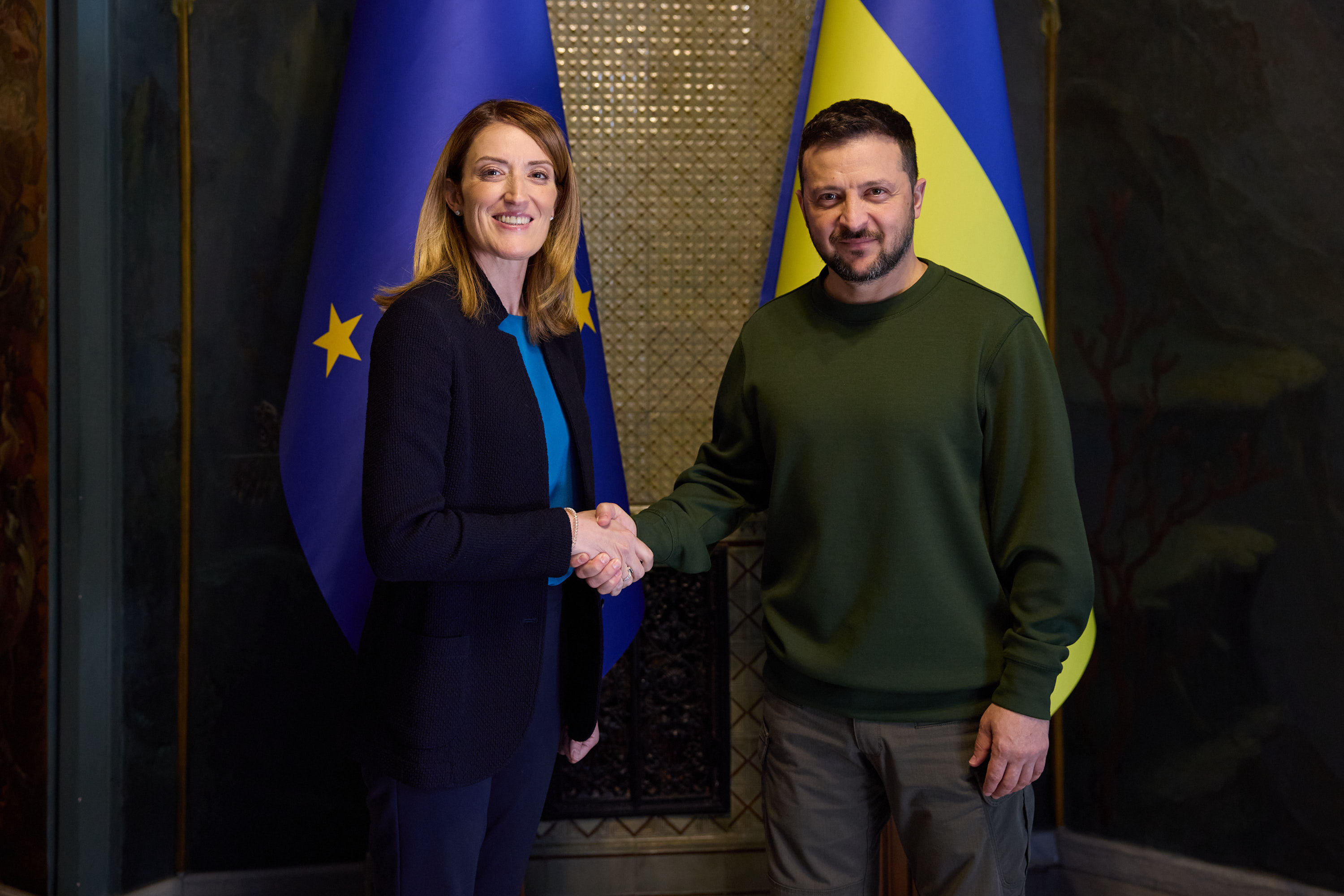
Rencontre entre Roberta Metsola, présidente
du Parlement européen, et du Président Volodymyr Zelensky à Kyïv.

Le président Zelensky met en œuvre un certain nombre de changements dans l’appareil de défense ukrainien. Il nomme le général de brigade Oleksandr Trepak (uk) commandant des forces d'opérations spéciales ukrainiennes, en remplacement du colonel Serhii Loupantchouk (uk),. Il a également démis Valeri Zaloujny, ancien commandant en chef des forces armées ukrainiennes, du service militaire « pour des raisons de santé », et a reconduit Dmytro Hereha (uk) au poste de commandant des forces de soutien ukrainiennes après l'avoir remplacé par Oleksandr Yakovets (uk) en mars 2024,. Il a également limogé Serhiy Roud (uk) de son poste de directeur de l'Administration de la sécurité de l'État, chargé, entre autres, d'assurer la sécurité du président ukrainien,.

Oleksandr Koubrakov, ministre des infrastructures, et Mykola Solsky, ministre de l'agriculture (uk) sont démis de leurs fonctions par le parlement ukrainien,.
L'Ukraine affirme, avoir visé, avec des drones, la raffinerie Neftekhim Salavat de Gazprom, située à Salavat dans la république du Bachkortostan, à une distance de près de 1 200 kilomètres de sa frontière,,.
Depuis le 24 février 2022, la Russie a perdu 478 730 soldats en Ukraine, ainsi que 7 429 chars, 14 281 véhicules blindés de combat, 16 681 véhicules et réservoirs de carburant, 12 340 systèmes d'artillerie, 1 058 systèmes de lance-roquettes multiples, 793 systèmes de défense aérienne, 349 avions, 325 hélicoptères, 9 775 drones, 2 192 missiles de croisière, 26 bâtiments et 1 sous-marin.

### 10 mai

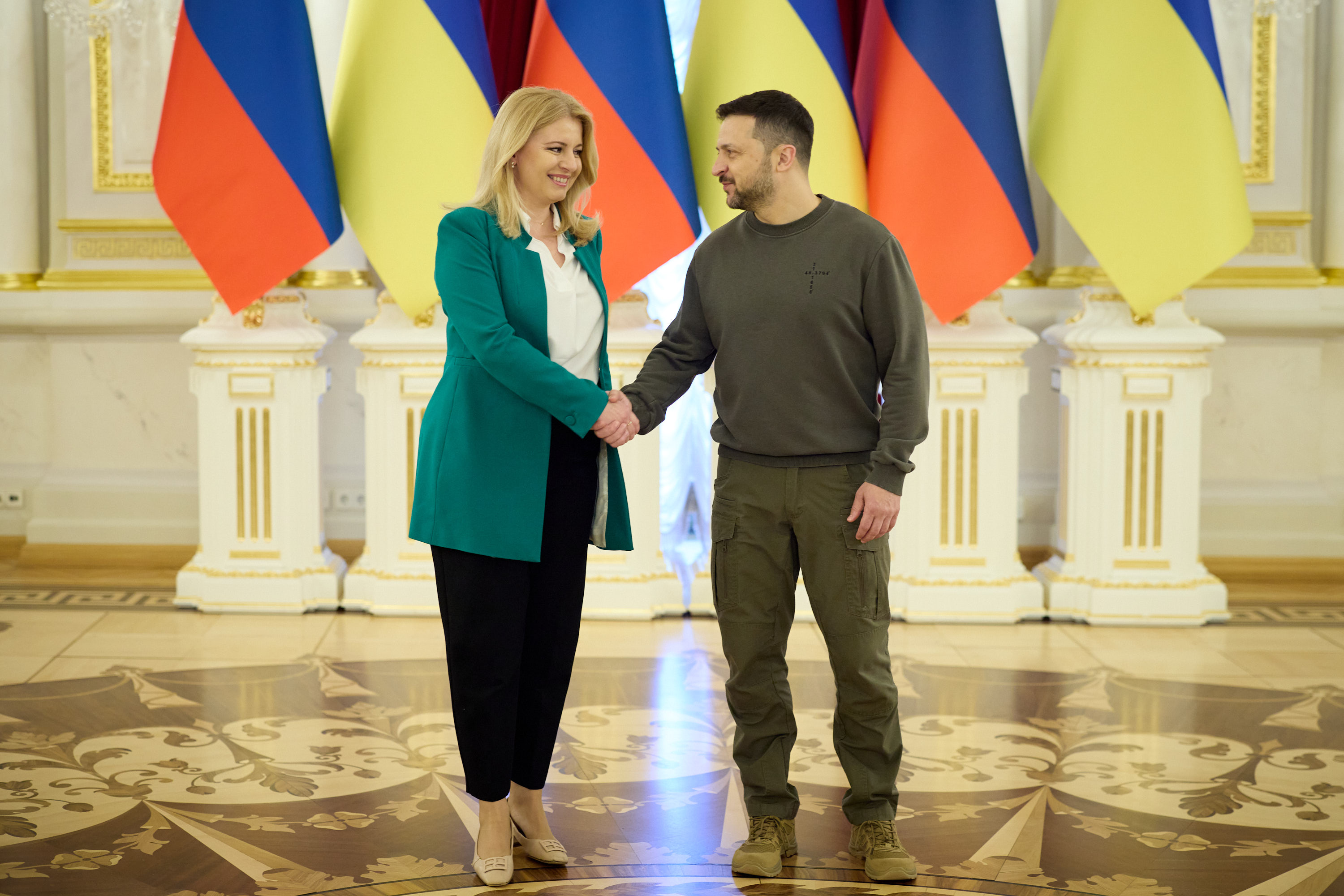
Visite de Zuzana Čaputová, présidente de la République slovaque à Kyïv, avec le Président Volodymyr Zelensky.

L'Ukraine affirme avoir subi, durant la nuit, des bombardements aériens et des tirs d'artillerie contre Kharkiv et indique qu'à partir de trois heures du matin, les Russes ont franchi la frontière dans la communauté de la ville de Vovtchansk (uk) située dans le raïon de Vovtchansk (uk) et les communauté territoriale rurale de Lipetsk (uk) dans le raïon de Kharkiv, oblast de Kharkiv et a tenté de percer les lignes de défense à l'aide de véhicules blindés. Les bombes KAB, l'artillerie et les lance-roquettes MLRS ont été utilisés pour bombarder les villages frontaliers,,.
Au milieu des nouvelles hostilités déclenchées dans l'oblast de Kharkiv, le porte-parole du groupe opérationnel Khortytsia, Nazar Voloshyn, rapporte que les forces russes tentent sans succès de percer dans l'Oblast de Louhansk, notamment près de la forêt de Serebryanskyi et dans la région de Lyman, oblast de Donetsk.

### 11 mai
La 110e brigade mécanisée déclare avoir abattu un avion de combat russe Su-25 au-dessus de l'oblast de Donetsk,
Dans l'offensive de la région de Kharkiv, la ville de Vovtchansk est ciblée par des bombardements.
Selon DeepStateMap.Live, l'armée russe a percé dans la section des villages de Striletcha, Krasne (uk), Pylna et Boryssivka (uk), et tente également de percer dans la région des villages d'Ohirtseve (uk), Hatychtche (uk) et Pletenivka,.
Les États-Unis annoncent une nouvelle aide de 400 millions de dollars.

Offensive de Kharkiv au 11 mai
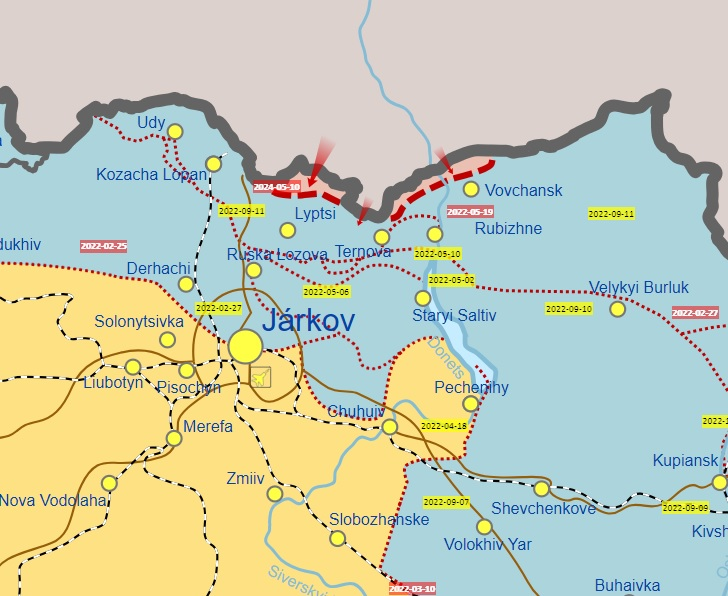

### 12 mai
Le ministre russe de la Défense Sergueï Choïgou est remplacé par Andreï Belooussov
Un drone ukrainien a provoqué un incendie sur le site de la raffinerie de pétrole de Volgograd dans le sud de la Russie européenne.
Ukraine, Oblast de Kharkiv, le ministère de la Défense russe affirme avoir pris les villages ukrainiens Hatychtche (uk), Krasne (uk), Morokhovets (uk) et Oliinykove (uk) dans l'oblast de Kharkiv.
De plus, les Russes ont frappé les zones résidentielles de la ville de Vovtchansk avec des bombes aériennes guidées.

Destructions dans la ville de Vovtchansk le 12 mai 2024
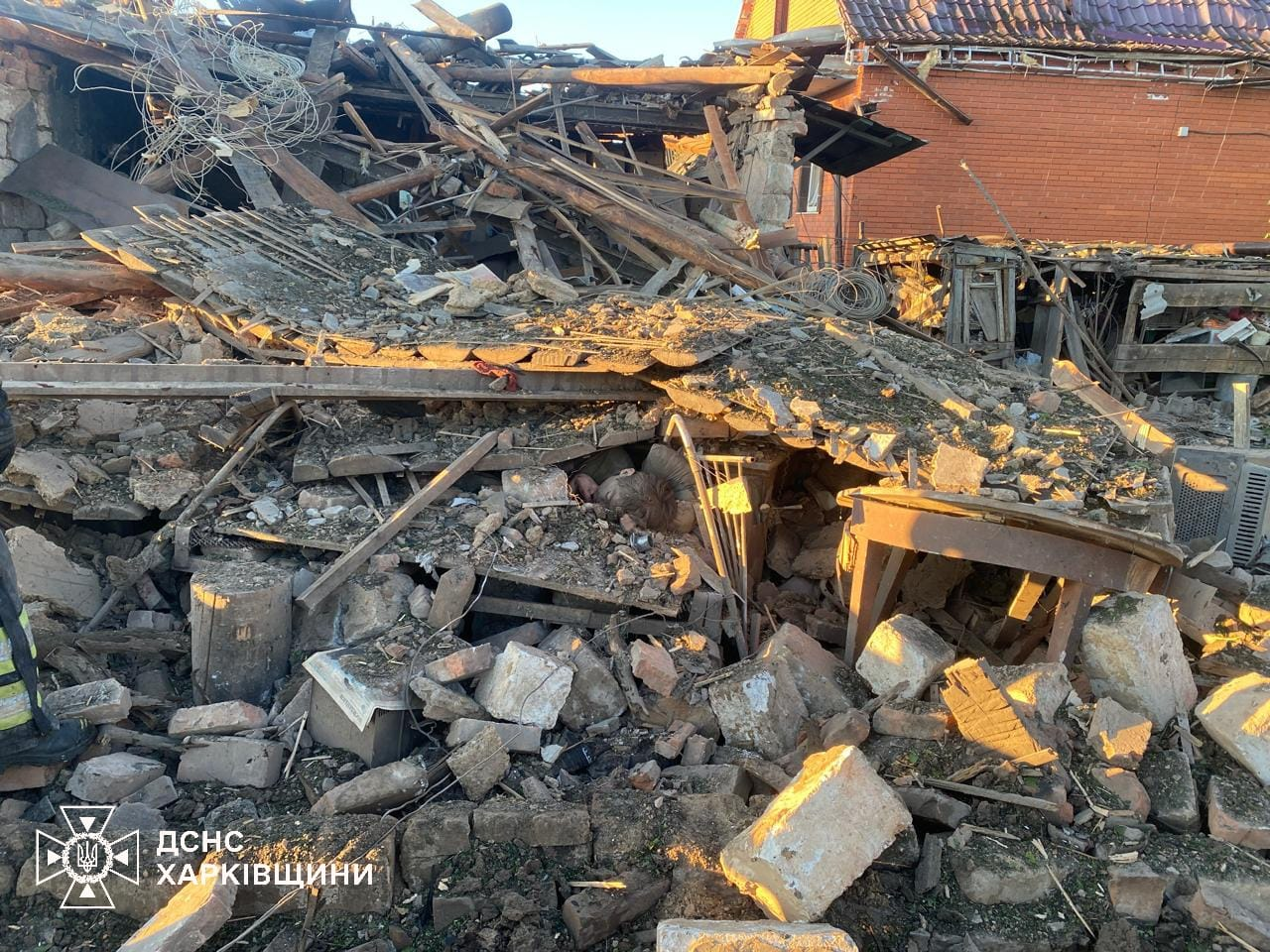

### 13 mai

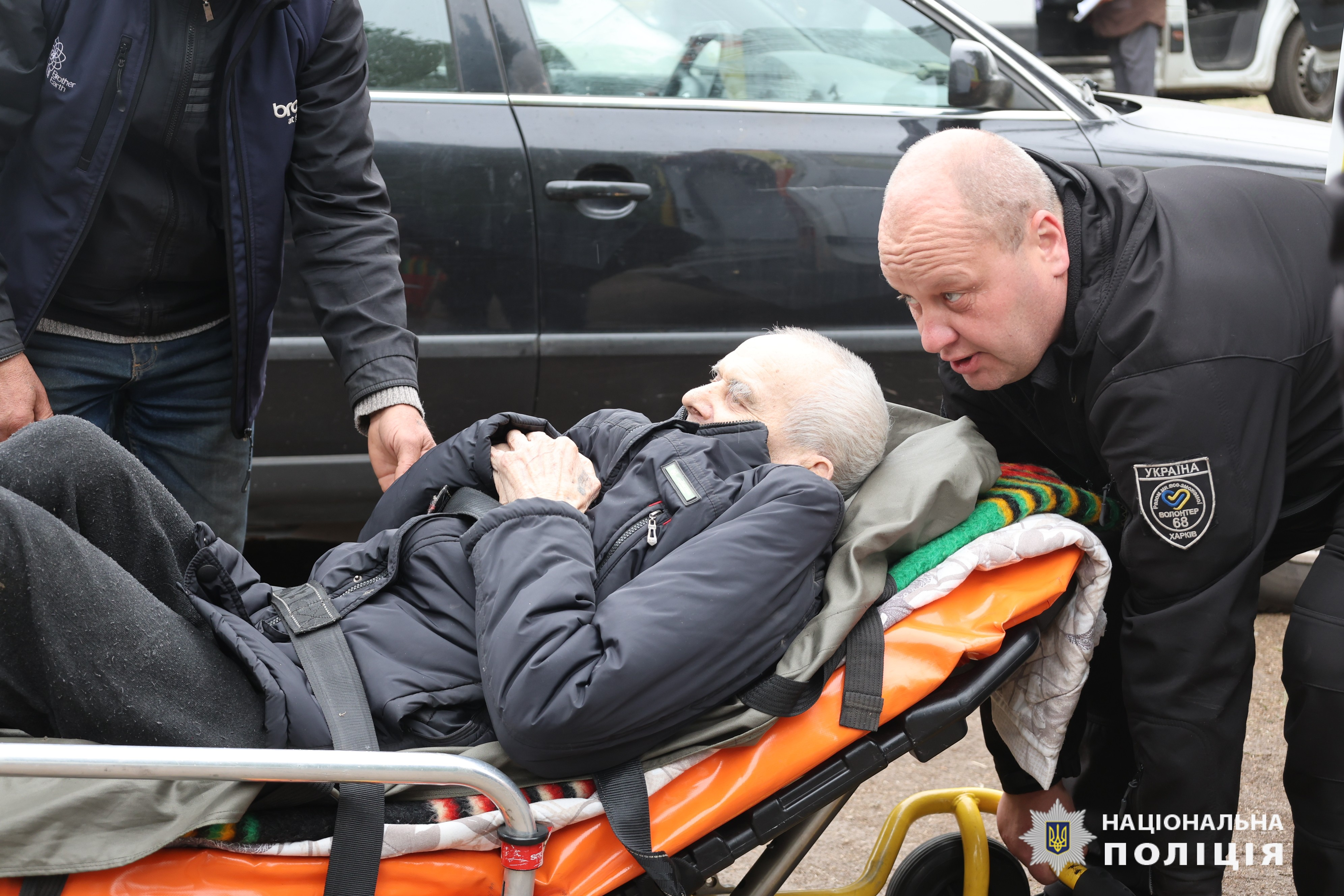
Volontaires de Kharkiv, unité 68, évacuant une personne âgée de la ville.

Les soldats de la 47e brigade mécanisée ont détruit un hélicoptère KA-52 Alligator russe et ceux de la 110e brigade mécanisée ont détruit un Su-25.
L'Ukraine revendique des frappes sur le terminal pétrolier Oskolneftesnab à Stary Oskol, oblast de Belgorod, en Russie, ainsi qu'à la sous-station de Ieletskaïa (ru).
Le secrétaire d'État des États-Unis, Antony Blinken, est en visite en Ukraine

### 14 mai
En Russie, un train de marchandises a déraillé à la gare de Kotlouban dans l'oblast de Volgograd après avoir été attaqué par un drone. Un réservoir de stockage transportant du diesel a pris feu, un autre a explosé et neuf wagons ont déraillé.

### 15 mai
Dans la nuit, les ukrainiens ont attaqué l'aérodrome de Belbek desservant la ville de Sébastopol, et plus largement la Crimée occupée, avec 16 missiles tactiques ATACMS avec ogives à sous-munitions et des bombes AASM Hammer,,,, qui auraient touché deux MiG-31 et une batterie de missiles S-400.
Le ministère de la Défense russe affirme avoir pris le village de Robotyne, oblast de Zaporijjia.
L'Institut pour l'étude de la guerre, ISW, indique que le rythme des opérations offensives russes dans le nord de l'oblast de Kharkiv semble avoir ralenti au cours des dernières 24 heures, et le schéma de l'activité offensive russe dans cette zone donne la priorité à la création d’une « zone tampon » dans la zone frontalière internationale plutôt qu'à une pénétration plus profonde dans l'oblast de Kharkiv,,.

Les Russes tentent de repousser les unités ukrainiennes dans la région de Vovtchansk, dans l'oblast de Kharkiv. Les Forces de défense résistent dans la ville et elles continuent de ratisser la périphérie nord-ouest,.
Toutefois les forces russes revendiquent les prises de Hliboke (uk) et Loukiantsi (uk)

### 16 mai
L'ISW rapporte que : "les forces ukrainiennes ont stabilisé la situation le long de la frontière nord dans l'oblast de Kharkiv, et le rythme des opérations offensives russes dans la région a continué de diminuer ; mais les forces russes avancent dans la région de Lyptsi, Vovtchansk, Koupiansk et Donetsk, (oblast de Donetsk)".
En Crimée occupée, un incendie s'est déclaré à l'aérodrome de Belbek, Sébastopol, pendant la nuit et une station de ravitaillement en carburant a été détruite,.
Les défenseurs ukrainiens ont arrêté l'avancée active des Russes sur le territoire de l'oblast de Kharkiv, mais ils n'ont pas stabilisé la ligne de front,. Les forces russes ont réduit le nombre de véhicules blindés utilisés et se déplacent par des attaques en petits groupes d'infanterie de 5 à 20 soldats.

### 17 mai
Selon l'ISW, les forces russes ont intensifié leurs efforts pour capturer l'importante ville de Chtchastia, oblast de Louhansk, afin de profiter du fait que les opérations offensives russes dans le nord de l'oblast de Kharkiv et dans tout l'est de l'Ukraine ont exercé une pression accrue sur les forces ukrainiennes sur toute la ligne de front. Il est probable que les Russes se préparent à la deuxième phase de l'opération offensive dans le nord de la région de Kharkiv que les troupes russes ont l'intention de lancer après la prise de Vovtchansk. Pendant ce temps, les forces russes ont fait des gains marginaux près d'Avdiïvka, oblast de Donetsk, ainsi que d' Houliaïpole et Robotyne, oblast de Zaporijjia.
Au cours de la journée, les forces armées russes auraient perdu 1 210 combattants, et les forces armées ukrainiennes auraient détruit 43 véhicules blindés, deux avions et un hélicoptère.
Au nord, les forces armées russes ont occupé Bouhrouvatka (uk) dans la direction de Vovtchansk, oblast de Kharkiv,, et ont, à l'est, pour la deuxième fois, tenté de prendre d'assaut Chasiv Yar, oblast de Donetsk, avec des colonnes de chars et des véhicules de combat d'infanterie.
Le site web du média Voice of Europe, l'agence de presse russe RIA Novosti et les journaux Izvestia et Rossiïskaïa Gazeta sont interdits de diffusion dans l'Union européenne car « ces médias sont sous le contrôle permanent direct ou indirect des autorités de la Fédération de Russie et ont joué un rôle essentiel dans le soutien à la guerre d'agression de la Russie contre l'Ukraine et à la déstabilisation des pays voisins ».

### 18 mai

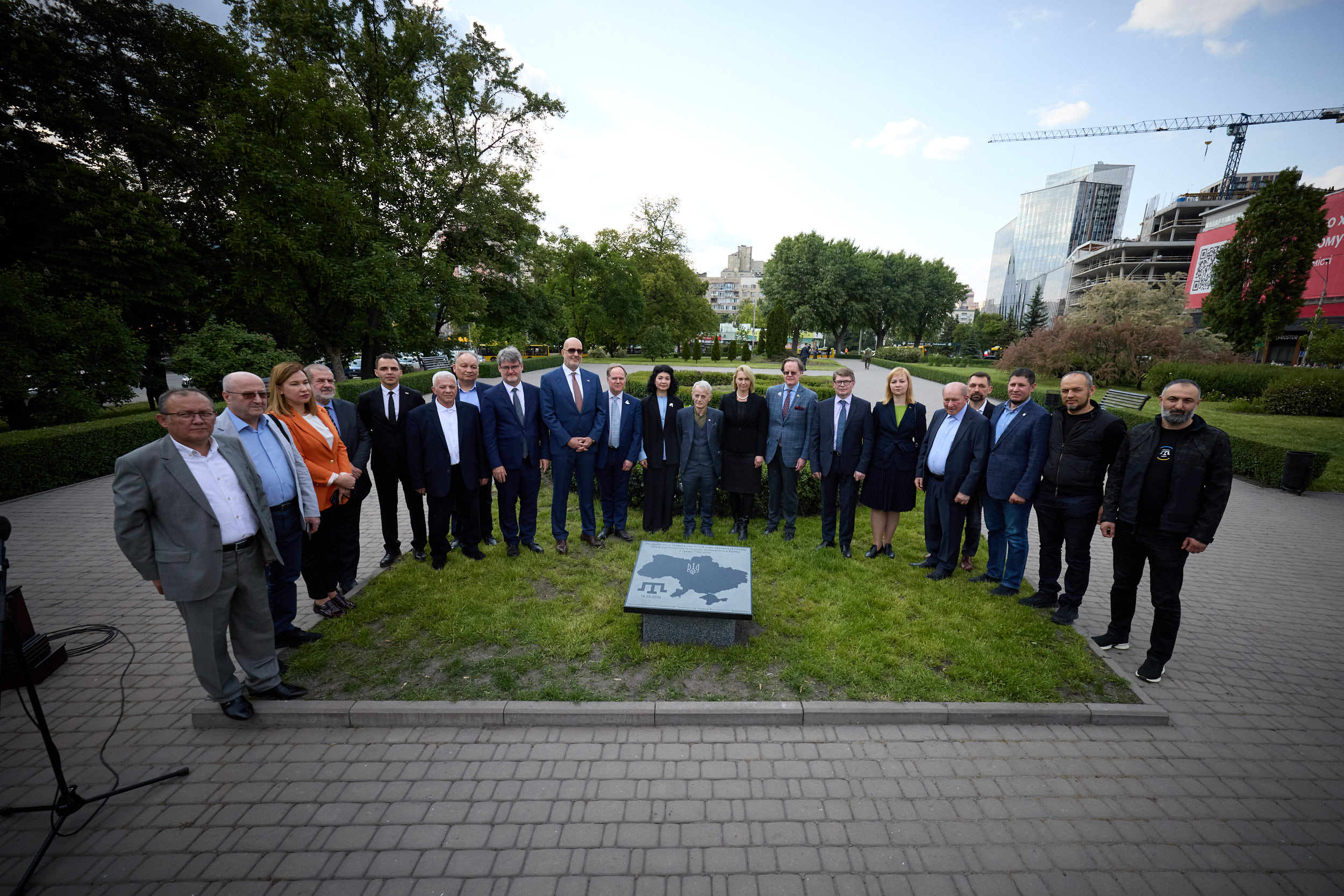
Mémorial à la Déportation des Tatars de Crimée inauguré par Tamila Tacheva, Moustafa Djemilev, Refat Tchoubarov Roustem Oumierov et le Président Volodymyr Zelensky (non photographié).

La Russie affirme avoir pris le village de Starytsia (uk) dans l'oblast de Kharkiv,.
En Russie, le tribunal d'arbitrage de Saint-Pétersbourg, a saisi plus de 700 millions d'euros d'actifs de la banque italienne Unicredit et des banques allemandes Deutsche Bank et Commerzbank, pour contrer les sanctions occidentales,,.

### 19 mai
Selon les déclarations du ministère de la Défense de la fédération de Russie, les forces de défense aérienne ont détruit 61 drones pendant la nuit (57 au dessus du territoire de Krasnodar et 3 dans la région de Belgorod, un au-dessus de la Crimée occupée, ainsi que 9 missiles ATACMS également en Crimée. L'un des drones s'est écrasé sur une raffinerie de pétrole à Slaviansk-sur-Kouban, kraï de Krasnodar,.

Le SBU affirme que des drones ont frappé la raffinerie de pétrole de Slaviansk-sur-Kouban ainsi que la base aérienne de Kouchtchiovskaïa dans le kraï de Krasnodar en Russie, et avoir coulé le dragueur de mines russe Kovrovets,.

### 20 mai

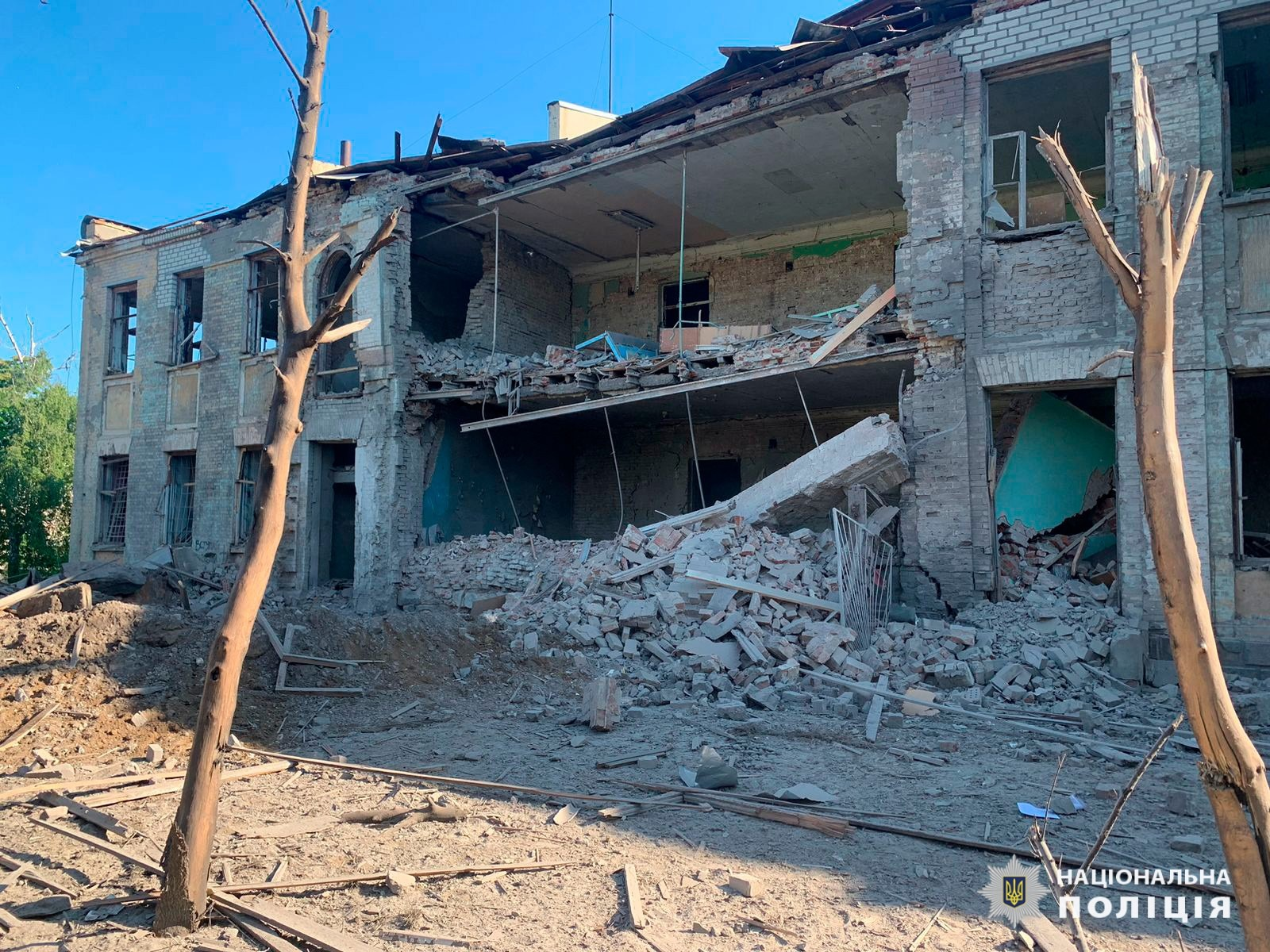
Dégâts sur le palais de la jeunesse et de la culture d'Izioum frappé par un missile.

Des missiles ukrainiens ont frappé un dépôt de munitions à Katerynivka (raïon de Louhansk), (Iouvileïny, Юбилейный) en banlieue de Louhansk, provoquant de puissantes explosions et un incendie.
Les combats urbains pour Vovtchansk, oblast de Kharkiv, sont en cours. Le gouverneur militaire adjoint de Kharkiv, Roman Semenoukha (uk), affirme contrôler encore soixante pour cent de la ville,.
Le ministère russe de la Défense déclare que les forces russes ont pris le village de Bilohorivka dans l'oblast de Louhansk, mais que l'Ukraine nie ses affirmations, L'état-major ukrainien signale que des combats se poursuivent autour de la ville et a ajouté que les forces ukrainiennes ont repoussé trois attaques dans le secteur voisin de Siversk, oblast de Donetsk.

### 21 mai
La fédération de Russie lance des manœuvres terrestres nucléaires : entrainement avec des munitions spéciales pour Kh-47M2 Kinjal et des déplacements vers des lieux de tir de manière dissimulée dans le district militaire sud,.
Le général Ivan Popov, ancien commandant de la 58e armée combinée, démis de ses fonctions en juillet 2023 à la suite de critiques publiques du haut commandement a été arrêté et placé en détention pour des soupçons de fraude à grande échelle,.

### 22 mai
L'UE valide l’utilisation des avoirs russes gelés, trois milliards d'euros par an prévus dans le but d'armer Kyïv.
La Russie affirme avoir pris le village de Klishchiivka, dans l'oblast de Donetsk, pour la deuxième fois depuis le début de l'invasion en 2022,.
Le SBU annone avoir mis à niveau son  drone naval Sea Baby pour lancer des fusées Grad,,.

### 23 mai
L'armée ukrainienne affirme avoir abattu un Su-25 au-dessus de Pokrovsk, oblast de Donetsk.
Au moins sept morts et seize blessés dans le quartier d'Osnoviansk à Kharkiv lors de bombardements russes.
Le Commandant des forces armées ukrainiennes, le général Oleksandr Syrskyi, déclare que les troupes russes étaient « complètement enlisées » dans les combats urbains à Vovtchansk, oblast de Kharkiv, subissant de « très lourdes pertes ». Il a ajouté que les Russes y avaient transféré leurs réserves de divers secteurs, mais n’avaient pas soutenu les opérations d'assaut actives dans la région. Selon lui, dans l'oblast de Kharkiv, la Russie est également passée à une défense active près du village de Lyptsi, où les troupes russes ont miné la zone et attaqué les positions ukrainiennes. Des hostilités ont également eu lieu dans la ceinture forestière au nord de Koupiansk, où « la situation dans la région de Kyslivka était difficile, où l'ennemi a tenté de percer les défenses et d'atteindre la rivière Oskil ». Syrskyi affirme également que les batailles « les plus intenses et les plus féroces » ont eu lieu dans l'oblast de Donetsk, près de Pokrovsk et de Kourakhove, ainsi que près des villages d'Ivanivske et de Tchassiv Iar, où les Ukrainiens ont tenté de « tenir les positions à tout prix » en utilisant la technologie moderne.
Toujours dans l'oblast de Donetsk, un soldat de la 41e brigade mécanisée, a déclaré que les troupes russes avaient tenté d’attaquer dans la région de Tchassiv Iar, mais n’étaient pas entrées dans la ville, ajoutant qu'"il est très important pour nous qu'ils n'entrent pas dans la ville. Ils ont déjà dit plusieurs fois qu'ils sont à Tchassiv Iar, qu'il est encerclé. Nous ne leur donnons pas la possibilité d'entrer dans la ville. Dans la ville, leur supériorité numérique sera beaucoup plus perceptible qu'elle ne l'est maintenant. Selon le projet ukrainien DeepState, les forces russes ont avancé dans la région de Thassiv Iar, ainsi que dans la région de Klyuchevka et Krasnohorivka,.
Poutine a signé un décret permettant la confiscation des avoirs des États-Unis, de ses citoyens et de ses entreprises et leur utilisation pour compenser les pertes subies par les sanctions internationales,.
Des drones ukrainiens ont endommagé la station radar transhorizon « Voronej-DM » des Forces spatiales près d'Armavir, kraï de Krasnodar, Russie.

### 24 mai

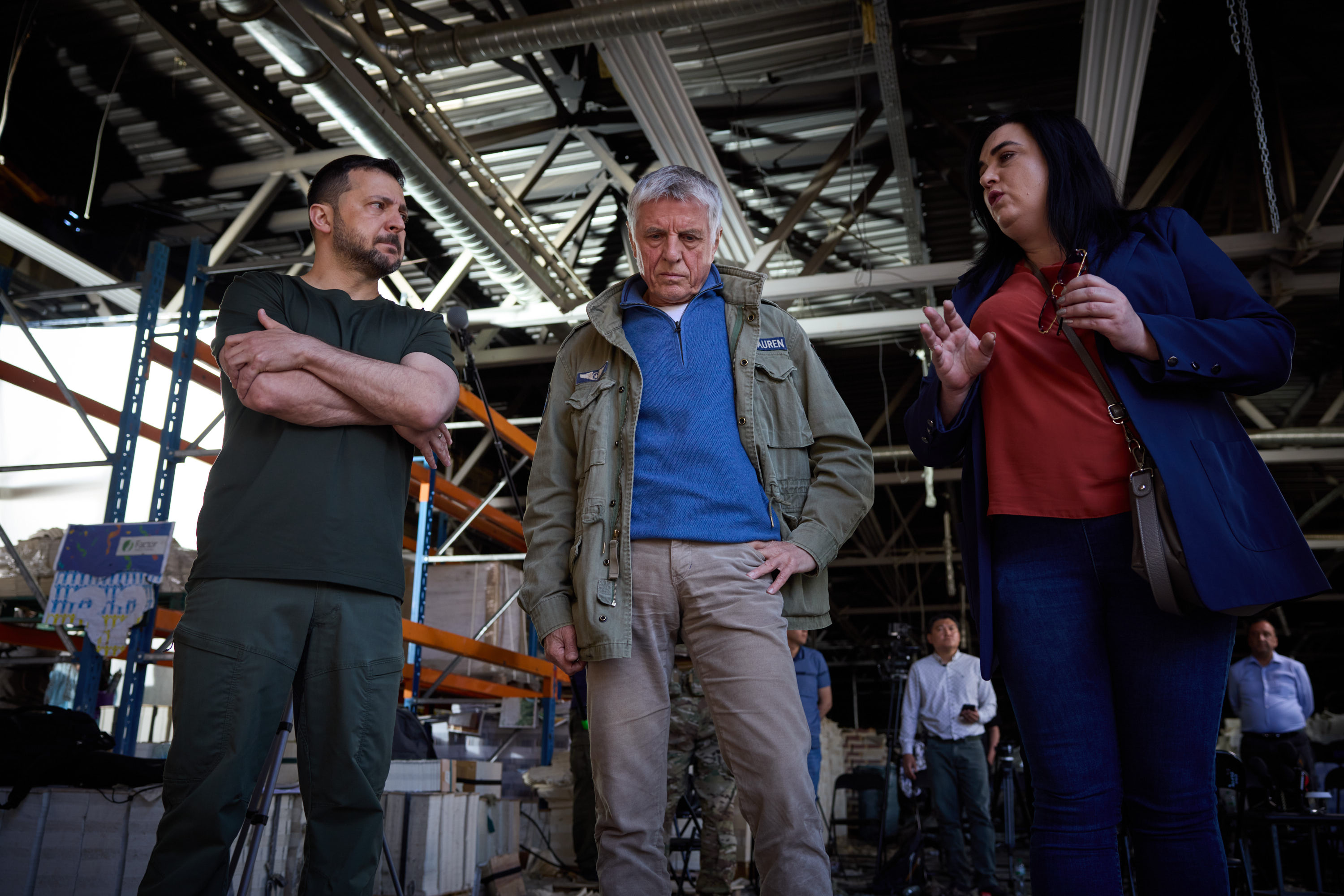
Le Président Zelensky, à gauche, visitant l'imprimerie de livres scolaires en ruine à Kharkiv.

L'Ukraine affirme que l'offensive vers Kharkiv est arrêtée, en particulier, parce que les forces russes sont « enlisées » dans des combats urbains à Vovtchansk. Le gouverneur de l'oblast, Oleh Syniehoubov, annonce que onze mille personnes ont été déplacées. Oblast de Donetsk, des combats intenses se déroulent dans la région de Pokrovsk mais sans percée. D'importants combats ont lieu autour de Tchassiv Iar. La Russie affirme avoir repris deux villages.
La Russie étudie la possibilité d'étendre ses frontières en mer Baltique.
L'armée de l'air ukrainienne annonce qu’elle a commencé à utiliser des bombes de petit diamètre GBU-39 larguées d'un avion, qui se sont « avérées résistantes au brouillage » et avaient un taux de précision « de près de 90% », depuis novembre 2023.

### 25 mai

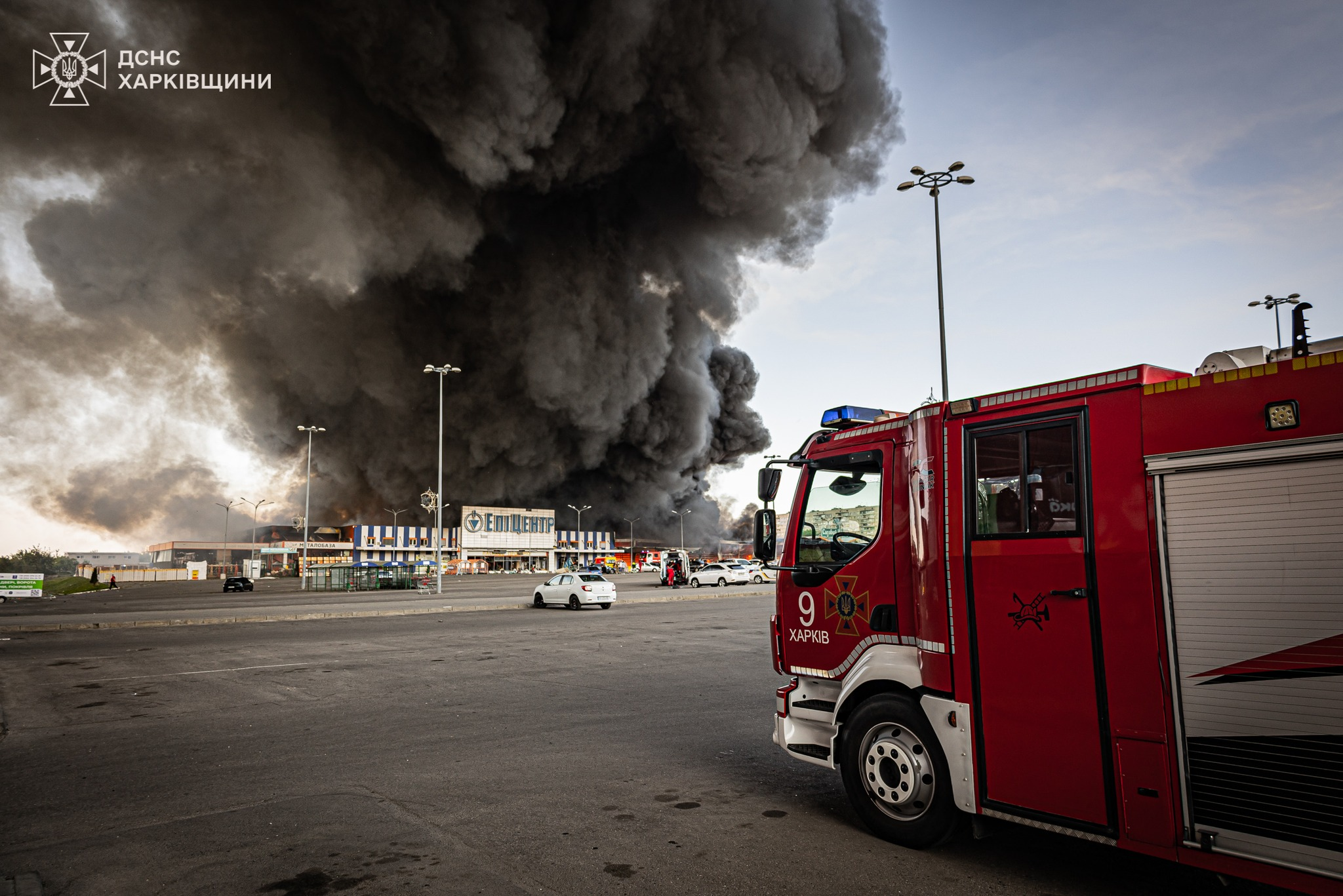
Le centre commercial de Kharkiv en feu.

Des frappes aériennes sur Kharkiv sont menées par l'armée russe à quatre reprises et touchent un quartier résidentiel de la ville. Deux bombes guidées UMPB D-30SN ont été larguées sur le magasin EpiCentre K, qui est totalement détruit. Les forces russes larguent une autre bombe sur le parc central des loisirs et de la culture, mais qui n'explose pas, heureusement,. Dans la soirée, les forces russes frappent une troisième fois la ville, ciblant une zone résidentielle dense.
À la suite de ces attaques, 16 personnes sont tuées et au moins 65 autres blessées,.

### 26 mai
Les médias ukrainiens rapportent qu'un 
drone du renseignement (HUR) a frappé un système radar russe d'alerte précoce Voronej-M à Orsk, dans l'oblast d'Orenbourg, après avoir parcouru une distance d'environ 1 800 kilomètres,.
Le président ukrainien Volodymyr Zelensky affirme : "la Russie se prépare à tenter de nouvelles actions à 90 kilomètres au nord-ouest de Kharkiv, ou autre groupe de troupes se rassemble près de la frontière".
L'armée russe annonce avoir pris le contrôle de Berestove (uk) dans la région de Kharkiv

### 27 mai

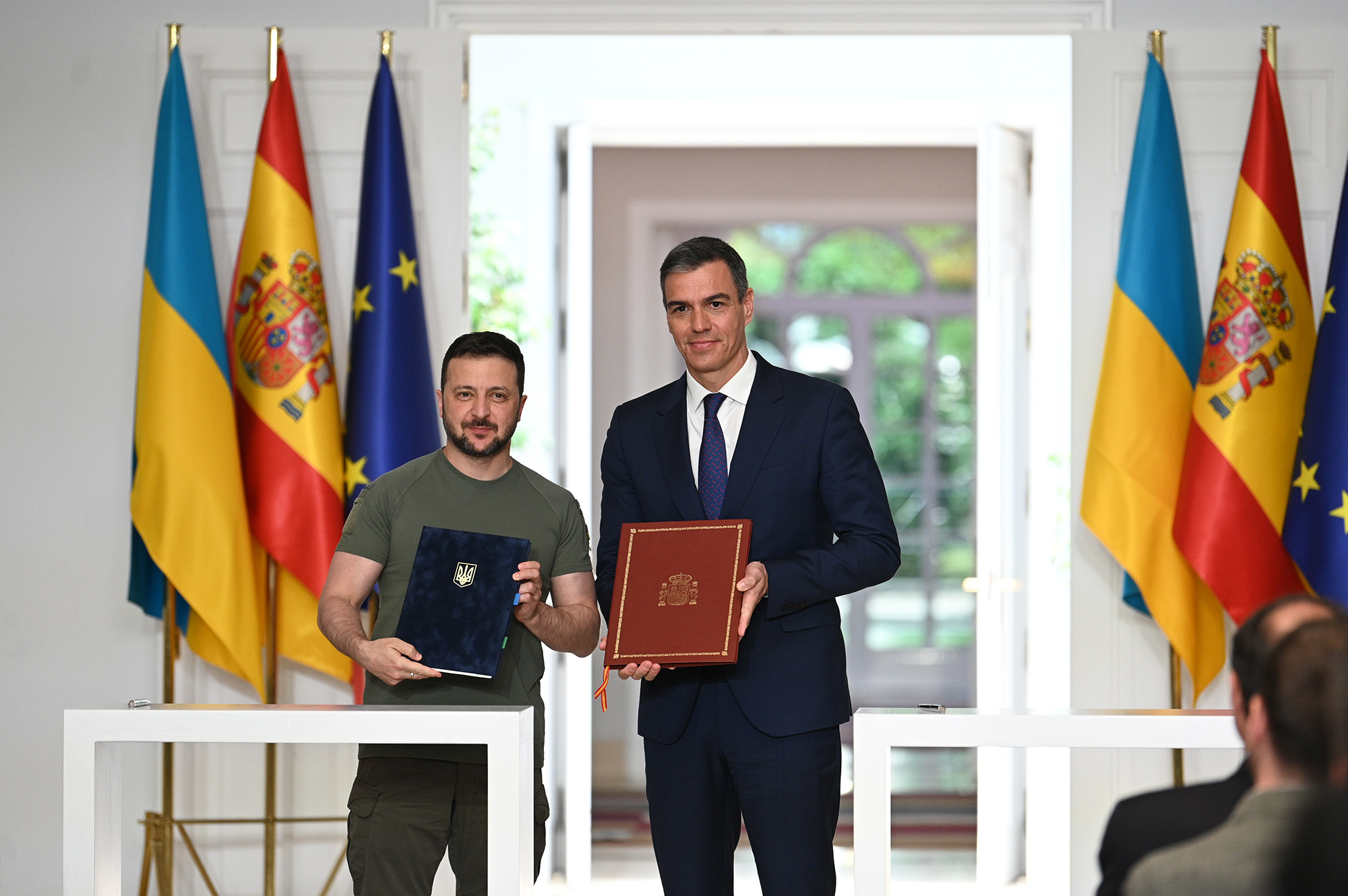
A Madrid, les signataires de l'Accord de coopération hispano-ukrainien, le Président Zelensky et le président du gouvernement d'Espagne, Pedro Sanchez, à droite.

Le Président Zelensky est actuellement en Espagne, où un soutien militaire de 1,129 milliard d'euros a été accordé, y compris des systèmes Patriot et la formation de quatre-cents soldats supplémentaires.
Les forces ukrainiennes ont arrêté, avec leur artillerie, un convoi de chars T-72B3, T-90M et BMD près de Tchassiv Iar, oblast de Donetsk,.

### 28 mai
Le gouvernement néerlandais a annoncé qu'il envoie  une batterie de Patriot dans l'espoir que les alliés puissent envoyer des pièces et des munitions supplémentaires.
Le président français Emmanuel Macron autorise l'Ukraine à utiliser des missiles SCALP-EG contre des cibles sur le sol russe, mais limités aux frappes contre les sites de lancement de missiles utilisés contre l'Ukraine,,,.
Les États-Unis interdisent à l'Ukraine d'utiliser les armes américaines pour frapper le territoire russe,.

### 29 mai
La Suède annonce faire don, à l'Ukraine, de deux systèmes de détection et de commandement aéroportés Saab 340 AEW&C et de l'intégralité de son stock de véhicules de transport de troupes Pansarbandvagn 302, de munitions d’artillerie et du matériel pour l'entretien des équipements donnés.
La ministre finlandaise des Affaires étrangères, Elina Valtonen indique ne pas limiter l'Ukraine dans ses frappes contre la Russie avec les armes qui ont été fournies par la Finlande,,,.
La ministre canadienne des Affaires étrangères, Mélanie Joly, déclare que son pays n'avait fixé aucune condition pour que Kyïv utilise les armes transférées. A ce jour, 11 pays partenaires ont officiellement annoncé qu'ils n’étaient pas opposés à l'utilisation de leurs armes pour attaquer le pays agresseur. Il s'agit de la France, de la Lituanie, de la Lettonie, du Canada, de la Suède, de l'Estonie, de la Pologne, de la Finlande, de la République tchèque, du Royaume-Uni et des Pays-Bas,.
La hotline ukrainienne « Je veux vivre » , rapporte que l'Ukraine a dû ouvrir un troisième camp pour la détention de prisonniers de guerre russes. Le service note que les militaires russes qui ont été capturés ne sont pas détenus dans des villages, mais dans des postes spéciaux ou des centres de détention provisoires. Ils ont le droit de contacter leurs proches. Un échange de soixante-quinze prisonniers russes contre autant d'ukrainiens a été fait sous le parrainage des Émirats arabes unis.

### 30 mai
Les Forces armées de la fédération de Russie transfèrent des unités supplémentaires dans la direction de Kharkiv, en particulier dans les régions de Striletcha - Lyptsi et près de la ville de Vovtchansk car les forces russes ne sont toujours pas suffisantes pour percer les défenses ukrainiennes,.
Le renseignement militaire ukrainien (HUR) annonce avoir endommagé deux traversiers dans le port de Kertch, Crimée occupée, puis coulé deux patrouilleurs Projet KS-701 de classe Tunets (Тунець) dans la baie de Vouzka, où se trouve la ville de Tchornomorske, sur la côte ouest de la Crimée. Les Ukrainiens ont aussi touché des bâtiments patrouilleurs au mouillage à Tchornomorske avec des drones navals MAGURA V5. Selon l'Ukraine, afin de contrecarrer l'attaque, les forces russes auraient fait décoller leurs avions 32 fois, dont des avions Su-27/Su 30/Su 35 et MiG-29, des avions Be-12 et An-26 et des hélicoptères Ka-27/Ka-29 et Mi-8 ainsi qu'avec des tirs d'armes légères et de canons de calibre 30 mm.
Un système mobile de radar Nebo, dont le coût approche les 100 millions de dollars, installé ) proximité d'Armiansk, en Crimée occupée, est détruit par une attaque de drones.

### 31 mai
L'administration présidentielle américaine autorise l'Ukraine à utiliser des armes américaines pour frapper des cibles militaires en Russie, mais uniquement dans les régions russes limitrophes de l'oblast de Kharkiv,  ainsi qu'à utiliser des systèmes de missiles HIMARS pour frapper des soldats et des postes de commandement russes,,.
À la suite de l'autorisation américaine, le chancelier allemand Olaf Scholz a également autorisé l’Ukraine à utiliser ses armes pour attaquer des cibles en Russie,.
En Russie, kraï de Krasnodar, une attaque ukrainienne combinée de missiles R-360 Neptune et drones a endommagé un ferry et des pétroliers dans le port de Kavkaz sur la Flèche de Tchouchka. Ceci a été facilité par la destruction du radar Nebo la veille. Le port de Temriouk a aussi été touché,.
Andreï Belooussov, le ministre de la Défense russe, affirme « que ses soldats ont pris le contrôle 880 kilomètres carrés depuis le début de l'année en Ukraine et réalisé des progrès dans toutes les directions tactiques et déclare que 35 000 militaires ukrainiens ont été tués blessés ou prisonniers en mai ainsi que plus de 2 700 équipements et armements. Parmi eux, 290 chars et véhicules blindés de combat, dont quatre Abrams, sept Léopards et 12 Bradley, ainsi que 11 avions, quatre hélicoptères, 730 pièces d’artillerie de campagne et plusieurs systèmes de lancement de roquettes ».

### Juin 2024
Pour les événements suivants, voir Chronologie de l'invasion de l'Ukraine par la Russie (juin 2024).